# Allocosa hirsuta
Allocosa hirsuta is een spinnensoort in de taxonomische indeling van de wolfspinnen (Lycosidae).
Het dier behoort tot het geslacht Allocosa. De wetenschappelijke naam van de soort werd voor het eerst geldig gepubliceerd in 1895 door Friedrich Wilhelm Bösenberg & Lenz.